# Euboarhexius trogasteroides
Euboarhexius trogasteroides är en skalbaggsart som först beskrevs av Brendel 1892.  Euboarhexius trogasteroides ingår i släktet Euboarhexius och familjen kortvingar. Inga underarter finns listade i Catalogue of Life.